# ۵-کربوکسامیدوتریپتامین
۵-کربوکسامیدوتریپتامین (انگلیسی: 5-Carboxamidotryptamine) یکی از مشتقات تریپتامین است که شباهت فراوانی به پیام‌رسان عصبی «سروتونین» دارد.
این مادهٔ شیمیایی یک آگونیست قوی و غیرانتخابی گیرنده ۱ آ سروتونین، گیرنده ۱ بی سروتونین، گیرنده ۱ دی سروتونین، گیرنده ۵ آ سروتونین و گیرنده ۷ سروتونین و آگونیست ضعیف گیرنده ۲ سروتونین، گیرنده ۳ سروتونین و گیرنده ۶ سروتونین است. این ماده میل ترکیبی بسیار اندکی هم با گیرنده ۱ ئی سروتونین و گیرنده ۱ اف سروتونین دارد.
بیشترین میل ترکیبی ۵-کربوکسامیدوتریپتامین به گیرندهٔ 5-HT1A است و پیش‌تر تصور می‌کردند که برای آن «انتخابی» نیز هست.